# Born to Be Wild
Born to Be Wild är en rocksång skriven av Mars Bonfire. Den spelades in av gruppen Steppenwolf och gavs ut på deras debutalbum Steppenwolf 1968. I januari samma år gavs den även ut som singel, med "Everybody's Next One" som b-sida.
En textrad i andra versen bidrog till namnet på en ny genre, "heavy metal" :
| ” | I like smoke and lightning' Heavy metal thunder Racin' with the wind And the feelin' that I'm under | „ |

## Mottagande
"Born to Be Wild" låg i 13 veckor på Billboard Hot 100 och nådde som bästa andraplatsen, gruppens största framgång på singellistan. 2004 placerade tidningen Rolling Stone låten på 129:e plats på sin lista över världens 500 bästa låtar genom tiderna; när listan reviderades 2011 hade låten halkat ned till plats 130 . 2009 fick den 53 plats på musikvideokanalen VH1:s lista över tidernas bästa hårdrockslåtar. År 2018 valdes den in i Rock and Roll Hall of Fame, i en ny kategori för singlar.

## Covers
Bland band som gjort egna versioner av låten märks Slade (1972), Blue Öyster Cult (1975), INXS (1993), Status Quo (2003), Slayer (2002) och Krokus (2010),men också musiker som Wilson Pickett (1969), Ozzy Osborne (1994), Etta James (2002), Kim Wilde (2002)   och Bruce Springsteen (2008).

## I populärkultur
En ny version av låten – med motorcykeljud i introt – gjordes redan 1969 för soundtracket till filmen Easy Rider (som även inrymmer låten "The Pusher" från samma album). Låten hade först valts enbart som platshållare, då huvudrollsinnehavaren Peter Fonda helst hade sett en låt av Crosby, Stills & Nash, men visade sig passa väl till filmen.
Låten har även använts i TV-spelet Rock n' Roll Racing.